# 봉산성
봉산성(烽山城)은 신라가 죽령(竹嶺)을 개척하고 한강유역을 진출하기 위하여 죽령천변 봉산에 전초기지를 구축한 관방유적이다.

## 봉산성의 위치
신라의 봉산성은 충북 단양군 단성면 하방리의 일원에 소재하며, 좌표는 N36 56.659 E128 19.275이다.

## 봉산성의 전적사료
- 백제 구수왕(仇首王) 11년(224) 가을 7월에, 신라의 일길찬(一吉飡) 연진(連珍)이 침략해 왔다. 우리 군사는 봉산(烽山) 아래에서 역습한 전투에서 이기지 못했다.[1]
- 신라 내해이사금(奈解尼師今) 29년(224) 가을 7월에, 이벌찬(伊伐湌) 연진(連珍)이 백제와 봉산(烽山)[2] 아래에서 싸워 그들을 격파하고 1천여 명을 살육하거나 포획하였다.[3]
- 신라 내해니사금(奈解尼師今) 29년(224) 가을 8월에, 봉산성(峰山城)을 축성하였다.[4]
- 신라 첨해니사금(沾解尼師今) 9년(255) 겨울 10월에, 백제가 봉산성(烽山城)을 공격했으나 항복시키지 못했다.[5]
- 신라 미추니사금(味鄒尼師今) 5년(266) 가을 8월에, 백제가 봉산성(烽山城)을 공격해 왔다. 성주(城主) 직선(直宣)이 장사(將士) 2백 명을 거느리고 출격하니 적군이 패배하여 달아났다. 왕이 그것을 듣고 직선(直宣)을 일길찬(一吉湌)으로 삼고 사졸(士卒)도 후한 상을 내렸다.[6]
- 봉산(烽山) 유역은 신라와 백제의 격전지로 신라는 성주가 있는 봉산성(烽山城)을 축성하여 백제로부터 공격을 방어한 전략적인 전초기지라는 사실을 알 수 있다.[7]

## 봉산성의 학설
- 봉산성(烽山城)의 학설은 내해이사금 29년(224), 첨해이사금 9년(255), 미추이사금 5년(266) 등 주로 백제와의 교전지로 자주 나오는 지명이다. 정확한 위치 비정은 어렵지만 사료 분위기상 신라 서변의 소백산맥 일대였음은 인정된다.[8]라고 하였다.
- 봉산성(烽山城)을 영주지방으로 추측하는 것은《대동여지도》에 영주 동쪽 10리 지점에 봉산이라는 지명이 있고, 이 지역이 소백산맥을 경계로 하는 신라와 백제의 국경지대이기 때문이다.[9]라고 경상북도 영주시 부근으로 추측했으나 이미 신라가 아달라니사금(阿達羅尼師今) 158년 봄 3월에, 죽령(竹嶺)을 개척했다.[10]라는 사료에서 삼국초기 신라는 한강유역으로 진출하기 시작하여 백제는 신라를 방어하지 않을 수 없었다.
- 봉산(烽山)은 고구려 봉상왕(峰上王) 8년(299) 가을 9월에, 귀신이 봉산(烽山)에서 울었다.[11]라는 봉산은 고구려 봉상왕이 묻힌 곳이다.[12]라고 하였다.
- 봉산(烽山)[13]은 각 고을에 소재한 봉수(烽燧)를 올리는 산은 보편적이므로 특정지역을 국한할 수 없다.
- 백제의 고이왕(古爾王 234~286)은 괴곡성(槐谷城)과 봉산성(烽山城)에 대하여 끈질긴 공격을 하고 있으며 신라는 이에 대하여 철저하게 방어를 하고 있음에 매우 관심이 간다.[14]
- 괴곡(槐谷)은 봉산(峰山)과 같은 지역이라고 하겠다. 괴곡은 청풍현(淸風縣)에 괴곡리가 있다.[15]라고 하였다.
- 봉산(峰山)은 충청도 단양(丹陽) 옥순봉(玉筍峰) 부근의 높은 산인 소이산(所伊山) 봉수대를 말한다. 이곳은 죽령 이북의 통로를 수비하는 요충지의 하나였기 때문에 신라가 거기서 백제군을 무찌르고 산성을 쌓았던 것이다.[16]라고 하였으나 충북 단양군 단성면 중방리, 외중방리 경계 소이산에 소재한 소이산봉수의 크기는 둘레가 상부 42m, 하부 85m[17]로 나타나 성주가 상주한 성곽으로 볼 수 없다.

## 봉산성의 정립
- 신라는 224년 7월에, 이벌찬(伊伐湌) 연진(連珍)이 백제와 봉산(烽山) 밑에서 백제군 1천여 명을 살육하거나 포획하였다.[18]라는 사료에서 봉산(烽山)은 봉산마을 소이산(所伊山)봉수 유역에 인접한 봉산성(烽山城)은 제천시 수산면 괴곡리 괴곡성과 근접지역이다.
- 단양군 단성면 중방리 봉산(烽山) 마을[19]에 소재한 소이산봉수(所伊山烽燧)는 적성산성에서 단양천 건너 우뚝 솟은 봉수와 마주한다. 지금의 소이산봉수의 주변에 격전지에서 성곽을 축성한 적성산성(赤城山城)이 유일하다.[20]
- 지금의 적성(赤城)은 본래 성산성(城山城)[21]으로, 일제강점기에는 성산(城山)[22]으로 기록하였다.
- 1978년 성산 성내에서 비석[23]이 발견되면서 적성산성(赤城山城)[24]으로 명명한 것으로써 신라와 백제의 격전지 봉산성(烽山城)으로 비정한다.[25]

## 봉산성의 자연환경
- 이 산성은 죽령산성에서 발원한 죽령천이 남한강에 흘러들어 가는 합수머리의 전략적인 요충지이며[26], 온둘레는 872m이다.[27]

## 봉산성의 관련인물
- 신라의 일길찬(一吉飡) 연진(連珍)[28]과 성주(城主) 직선(直宣)[29]이 백제의 공격을 방어했다.